# Kathpress
Kathpress, abbreviazione di Katholische Presseagentur (lett. "Agenzia di stampa cattolica"), è l'agenzia di stampa cattolica di lingua tedesca, fondata a Vienna nel 1945. È costituita come una società di diritto pubblico e opera per conto della Conferenza episcopale dell'Austria, occupandosi di diffondere notizie e reportage relativi alla chiesa nazionale.

## Storia
Kasthpress nacque nel 1945 col nome di Katholische Pressezentral ("Centro stampa cattolico") e alle dipendenze dell'Arcidiocesi di Vienna.  
Dopo l'Anschluss del 1938, fu ribattezzata Christlichen Pressezentrale ("Centro stampa cristiano").
Nel 1955, Richard Barta (1911-1986) fu nominato caporedattore dell'agenzia, della quale nel 1980 divenne il direttore dal 1980. Alla morte di Barta nell''86, gli succedette Erich Leitenberger (n. 1944), ex portavoce dell'Arcidiocesi di Vienna.
Nel 1962, in vista del Concilio Vaticano II, fu istituito a Roma il Centrum Informationis Catholicum, l'ufficio stampa di Kathpress, cogestito con l'agenzia di stampa tedesca Katholische Nachrichten-Agentur e la svizzera Katholisches Medienzentrum.
Dal 2010, Paul Wuthe è il caporedattore e l'amministratore delegato dell'agenzia, che coordina un gruppo di sette collaboratori. Il direttore è il cardinale Christoph Schönborn, referente della conferenza episcopale austriaca per il settore dei media.

## Attività
Kathpress rivolge i suoi servizi ai giornali austriaci, a emittenti radiofoniche e televisive, media online, nonché a varie aziende, associazioni, istituzioni e privati. Ai vari media dedica i servizi online dell'archivio storico e di KAThIndex, una base di conoscenza biografica, geografica e bibliografica dedicata alla storia e all'attualità della chiesa austriaca.
Inoltre, offre un servizio di recapito delle agenzie tramite corriere espresso o tramite e-mail con allegato PDF ("servizio quotidiano", "servizio informazioni", "servizio settimanale", "notizie religiose").
I principi deontologici di Kathpress sono «l'impegno a rispettare il dovere di fornire notizie vere, obiettive e complete, l'adozione di un punto di vista indipendente, l'empatia con la Chiesa e l'indipendenza dai partiti politici».